# William Grant Naboré
William Grant Naboré   (Roanoke, 1941) és pianista nord-americà i professor de música clàssica.
William Grant Naboré va anar a Roma el 1958 per estudiar a "l'Académie nationale Sainte-Cécile" amb Carlo Zecchi i més tard amb Renata Borgatti. Després dels seus estudis, va prendre classes amb Rudolf Serkin i amb Alicia de Larrocha a Barcelona.
Va estudiar música de cambra amb Pierre Fournier a Ginebra i va guanyar el primer premi a Virtuosity i el premi Paderewski del Conservatori de Música de Ginebra.
Ocupa la càtedra "Theo Lieven" per a estudis avançats de piano i música de cambra a la Universitat de Música del Conservatori de Lugano.